# Alqualondë
Alqualondë es un lugar ficticio que pertenece al legendarium creado por el escritor británico J. R. R. Tolkien y que aparece en sus novelas póstumas El Silmarillion y El libro de los cuentos perdidos 1. Es una ciudad puerto que los elfos falmari y su rey Olwë construyeron con ayuda de los elfos noldor en Aman —la tierra de los dioses— en el a. v. 1162 E. A. Estaba situada en la costa de Eldamar, al norte de Calacirya, donde la plata era muy abundante.
Significa «el puerto de los cisnes» y procede de los términos quenya alqua, «cisne» y londe, «puerto encerrado en tierra».

## Descripción
Un extenso anillo de rocas formaba el puerto al que se accedía mediante las puertas de un gran arco abierto en la piedra por desgaste del mar, y la entrada era tan amplia que tenía tamaño suficiente para que hasta dos barcos pasasen a la vez. Debido al muro llegaba poca luz de los Árboles cuando aún no existían ni el sol ni la luna, pero los muelles estaban iluminados por la luz de las estrellas, que allí eran claras y brillantes, y por multitud de lámparas de oro y linternas de colores. Las embarcaciones tenían figuras de cisnes blancos con picos y ojos de oro y azabache. Unas eran impulsadas por aves, otras usaban velas y otras remos en forma de patas de cisne. Habitaciones y vestidos estaban decorados con las perlas obtenidas del mar y las costas estaban repletas de joyas que los falmari habían esparcido por ellas tras haberlas recibido como regalo de los noldor.

## Cultura
El idioma de los falmari era el telerin, que es una lengua derivada del telerin antiguo -la lengua ancestral de todos los teleri- con influencias de las lenguas habladas en Aman por los vanyar y los noldor.
Los mejores cantantes de todos los elfos eran los teleri —clan de los elfos del que formaban parte los falmari— y veneraban a Ulmo de quien aprendieron la música por encima de los demás valar —semidioses de la mitología de Tolkien—. Pero a los falmari además les apasionaba el mar  y soñaban con tierras distantes. Por eso su cultura está centrada en la fabricación de barcos y la marinería cuyos conocimientos adquirieron del propio maia Ossë, el espíritu que gobierna el mar:

«Pero en cuanto a nuestros blancos navíos, no proceden de vosotros. No aprendimos ese arte de los noldor, sino de los Señores del Mar; los blancos maderos los trabajamos con nuestras propias manos, las blancas velas fueron tejidas por nuestras esposas e hijas. Por tanto, no las daremos ni las venderemos ni por alianza ni por amistad. Porque te digo, Fëanor hijo de Finwë, éstas son para nosotros como las gemas de los noldor: la obra de nuestros corazones, que nunca podremos repetir.»
«De la huida de los noldor» en El Silmarillion, de J. R. R. Tolkien.

Además trabajaban la plata mejor que ningún otro eldar.

## Hechos históricos relevantes
En este lugar se desarrolló uno de los episodios más trágicos de la historia de los elfos cuando los noldor decidieron abandonar las Tierras Inmortales de Aman contraviniendo la voluntad de los valar. Pidieron a sus amigos los falmari los barcos pero estos, que no querían participar, trataron de disuadirlos aunque con desatino; Fëanor —el rey de los noldor— ordenó asaltar la ciudad puerto y tomar las hermosas naves por la fuerza. Muchos falmari murieron durante la Matanza de los Hermanos de Alqualondë, pues ellos eran menores en número y solo contaban con unos arcos delgados como armas. El rey Olwë pidió ayuda a su gran amigo Ossë y, aunque los valar no permitían usar la fuerza para detener a los noldor, la maia Uinen —la esposa de Ossë y señora de las aguas— lloró y el mar se levantó furioso hundiendo bastantes de los navíos robados. Esto ocurrió en el a. v. 1495 E. A.
A causa de la carnicería los valar maldijeron a los noldor con el Hado de los Noldor, una profecía condenatoria sobre aquellos que no se sometieran a juicio. Y también por esa razón ninguno de los falmari se unió al ejército —en el que se incluían los noldor— que los valar dispusieron para capturar a Morgoth durante la Guerra de la Cólera en la Primera Edad del Sol. Tan solo accedieron a enviar marineros que tripularan la flota para transportar las tropas, pero sin intervenir en la batalla. Solo con el tiempo los falmari perdonarían a los noldor por la masacre de sus parientes y estarían de nuevo en paz.
No se sabe qué fue de Alqualondë después de que Eru diera nueva forma a la tierra en la Segunda Edad del Sol impidiendo el acceso a Aman.

## Habitantes destacados
- Olwë, rey de Alqualondë.[6]
- Eärwen, princesa de Alqualondë, esposa de Finarfin, madre de Galadriel, Finrod, Angrod y Aegnor.[13][6]
- Celeborn, en una de las versiones es un príncipe falmari nieto de Olwë.[10]
- Galadriel